# یک دستور یک داده
در رایانش یک دستور یک داده (انگلیسی: SISD) به معنی دستور تنها، رشتۀ دادۀ تنها اصطلاحی است در معماری رایانه که در آن یک پردازنده، یک جریان دستور را اجرا می‌کند تا داده‌ها را در یک حافظه ذخیره کند. این معماری همانند معماری فون نویمان می‌باشد. 
|            | یک دستورالعمل            | چندین دستورالعمل          | یک برنامه                 | چندین برنامه               |
| ---------- | ------------------------ | ------------------------- | ------------------------- | -------------------------- |
| یک داده    | یک دستور یک داده (SISD)  | چند دستور یک داده (MISD)  |                           |                            |
| چندین داده | یک دستور چند داده (SIMD) | چند دستور چند داده (MIMD) | یک برنامه چند داده (SPMD) | چند برنامه چند داده (MPMD) |

یک دستور یک داده یکی از چهار طبقه‌بندی فلین است. این سیستم طبقه‌بندی بر اساس چند جریان دستوری و داده موجود در معماری کامپیوتر ارائه شده است. بر اساس مایکل جی. فلین، اس‌آی‌اس‌دی می‌تواند ویژگی‌های پردازشی همزمان داشته باشد. جذب دستورها و خط لوله کردن آنها مثال‌های پیش‌پا افتاده‌است که در رایانه‌های اس‌آی‌اس‌دی مدرن یافت می‌شود.